# Reynald Lemaître
Reynald Lemaître (Chambray-lès-Tours, 28 de junho de 1983) é um futebolista profissional francês que atua como lateral. Atualmente defende o Dragon.

## Carreira
Reynald Lemaître começou a carreira no Caen.